# Linia kolejowa Lillestrøm – Charlottenberg
Kongsvingerbanen – zelektryfikowana linia kolejowa w Norwegii z Lillestrøm do Charlottenberg o długości 115 km oddana do użytku w roku 1862.

## Przebieg
Łączy Oslo z granicą państwa. Linia jest zelektryfikowana. Historycznie jest to zarówno pierwsza kolej norweska jak też pierwsza międzynarodowa. Od Kongsvinger do granicy państwa pociągi nie zatrzymują się na żadnej stacji. Na linii znajdują się 62 mosty.

## Stacje na linii
Linia jest elementem  kolei aglomeracyjnej w Oslo - w systemie SKM ma numer  460.  Obsługuje Oslo Sentralstasjon, Årnes i Kongsvinger. Pociągi odjeżdżają co pół godziny w szczycie i co godzinę poza godzinami szczytu; część pociągów nie zatrzymuje się na wszystkich stacjach.
Stacje na linii:
- Oslo Sentralstasjon
- Lillestrøm
- Tuen
- Nerdrum
- Fetsund
- Svingen
- Sørumsand
- Blaker
- Rånåsfoss
- Auli
- Haga
- Bodung
- Årnes
- Seterstøa
- Disenå
- Skarnes
- Sander
- Galterud
- Kongsvinger
- Charlottenberg

## Historia
Linia była budowana od roku 1857, otwarta oficjalnie do Kongsvinger w roku 1862 a do granicy szwedzkiej w roku 1865. Linia od początku budowana była jako normalnotorowa. Ze szwedzkimi kolejami połączono ją w roku 1871. Linię zelektryfikowano w roku 1951. Na linii zbudowano stacje w stylu szwajcarskim. Zaprojektowali je Heinrich Ernst Schirmer i Wilhelm von Hanno, a od Kongsvinger do granicy państwa Georg Andreas Bull.